# The Shaggs
The Shaggs sono state un gruppo musicale femminile statunitense formatosi a Fremont, New Hampshire, nel 1968. La band era composta dalle sorelle Dorothy "Dot" Wiggin (voce, chitarra), Betty Wiggin (voce, chitarra ritmica) e Helen Wiggin (batteria).
Il gruppo fu formato nel 1968 su insistenza del padre, Austin Wiggin, che credeva che sua madre avesse previsto l'ascesa della band verso il successo. L'unico album della band, Philosophy of the World, fu pubblicato nel 1969. L'album passò inosservato, ciò nonostante il gruppo continuò ad esistere come band locale di concerti dal vivo. Le Shaggs si sciolsero nel 1975, dopo la morte di Austin.
La band è nota ancora oggi per la sua inettitudine a suonare la musica rock in modo convenzionale, che ha portato alcuni critici a considerarle antesignane del lo-fi. Le Shaggs sono attualmente classificate come una cult band di outsider music e hanno ricevuto elogi da artisti come Frank Zappa e Kurt Cobain.

## Storia

### Carriera
L'idea primordiale della band The Shaggs venne alla madre di Austin Wiggin. Quando Austin era giovane, la madre gli predisse nel corso di una chiromanzia che avrebbe sposato una donna bionda, che avrebbe avuto tre figlie dopo che lei fosse morta, e che le sue figlie avrebbero formato una band. Le prime due predizioni si avverarono, così Austin decise di far avverare la terza. Ritirò le sue tre figlie da scuola, acquistò loro gli strumenti e fece seguire loro alcune lezioni di musica. Austin chiamò la band "The Shaggs" ("Le arruffate") a causa della capigliatura arruffata che andava di moda allora. Nel 1968, Austin fissò per le ragazze un concerto regolare il sabato sera nel municipio di Fremont, New Hampshire.
A proposito dell'album delle Shaggs Philosophy of the World, Cub Koda ha scritto: "C'è innocenza in queste canzoni e le loro performance sono al tempo stesso affascinanti e inquietanti. Colpi di batteria spezzati, accordi senza direzione, canzoni che non sembrano avere una metrica ben precisa, suonate fuori tono, chitarre di qualità dozzinale... tutto questo contribuisce a creare dissonanza e bellezza, caos e quiete, portando ogni ascoltatore a riorganizzare le proprie precedenti nozioni sui rapporti fra talento, originalità e bravura. Non esiste un album in vostro possesso che suoni anche lontanamente simile a questo". Si dice che, durante le sessioni di registrazione, le Shaggs a volte smettessero di suonare sostenendo che una di loro aveva commesso un errore e che avevano bisogno di ricominciare, lasciando i tecnici del suono a chiedersi su cosa si basassero le ragazze per dire che c'era stato un errore.
L'uomo che aveva promesso di stampare 1000 copie di Philosophy of the World si dice sia fuggito con 900 dischi e con i soldi del pagamento. Il resto delle copie furono distribuite a stazioni radio del New England, ma ottennero poca attenzione e i sogni di celebrità di Austin per le sue ragazze andarono delusi.
Ad un esame più attento, le Shaggs sembrano avere un coerente (ma altamente idiosincratico) approccio a melodia, armonia e ritmo. Nei testi delle loro canzoni usano strutture di versi irregolari, enfatizzate da strutture melodiche che tipicamente assegnano una nota per sillaba.
Nel 1975, Austin Wiggin organizzò una seconda sessione di registrazione per le sue figlie, durante la quale il gruppo registrò diverse canzoni. Tuttavia, quando le sessioni si interruppero per un infarto di Austin, le Shaggs abbandonarono il progetto di registrazione e il gruppo si sciolse.

### Riscoperta
Nel 1980, Terry Adams e Tom Ardolino, della band NRBQ, che possedevano una copia originale dell'album ed erano fans della band, convinsero la Rounder Records a pubblicare di nuovo Philosophy of the World. Dopo la pubblicazione dell'LP, la rivista di musica Rolling Stone rese onore alle Shaggs definendole "Il ritorno dell'anno". Adams e Ardolino pubblicarono le canzoni non presenti nell'album del 1969 nell'LP del 1982 Shaggs' Own Thing. Nel 1988 Dorothy Wiggin riscoprì l'album Philosophy of the World nel suo scantinato e fece in modo che nel 1999 fosse ristampato in CD.
Il 20 e 21 novembre 1999, gli NRBQ celebrarono il trentesimo anniversario delle Shaggs con due concerti a New York City, ai quali parteciparono anche le Shaggs. Helen, che in quegli anni soffriva di depressione, rifiutò di esibirsi, così Ardolino suonò la batteria al suo posto.
Nel 2001 la Animal World Records pubblicò una compilation chiamata Better Than Beatles, una compilation di artisti vari che suonano le canzoni delle Shaggs.
Helen Wiggin morì nel 2006. La vedova di Austin Wiggin, Annie Wiggin, nel 2005.

## Membri
- Dorothy "Dot" Wiggin – voce, chitarra (1968-1975)
- Betty Wiggin – chitarra, voce (1968-1975)
- Helen Wiggin – batteria (1968-1975)

## Discografia

### Album in studio
- 1969 – Philosophy of the World

### Raccolte
- 1982 – Shaggs' Own Thing
- 1990 – The Shaggs
- 2004 – Rev-ola

### Album tributo
- 2001 – Better Than Beatles

### Partecipazioni a compilation
- 2000 – Songs in the Key of Z